# Ahmadabad-e Olja
Ahmadabad-e Olja – wieś w Iranie, w ostanie Azerbejdżan Zachodni, w szahrestanie Takab. W 2006 roku liczyła 471 mieszkańców.